# Maserati 430 4v
Der Maserati 430 4v ist eine viertürige Limousine des italienischen Sportwagenherstellers Maserati, die von 1991 bis 1994 angeboten wurde. Der 430 4v gilt als der letzte neu vorgestellte Viertürer, der unmittelbar zur Biturbo-Familie gehört. Er war eine Weiterentwicklung des 430, von dem er sich vor allem durch eine leistungsstärkere Motorisierung unterschied. Sie entsprach der des zweitürigen Coupés 222 4v.

## Entstehungsgeschichte
Nachdem Alejandro De Tomaso 1975 Maserati übernommen hatte, verfolgte er die Idee, das Unternehmen, das bislang nur hochwertige, sehr teure Sportwagen in Handarbeit produziert hatte, als Serienhersteller zu etablieren. Dafür mussten künftige Modelle deutlich günstiger sein als die bisherigen Sportwagen. De Tomasos Konzept sah deshalb ein kompaktes, automatisiert gefertigtes Fahrzeug vor, das von einem vergleichsweise kleinen Motor angetrieben wurde. Damit reagierte Maserati auf die italienische Steuergesetzgebung, die Automobile mit einem Hubraum von 2000 cm³ und mehr mit einer Umsatzsteuer von 38 Prozent statt 19 Prozent belegte. Auf dieser Grundlage entstand der Maserati Biturbo, der nach dreijähriger Entwicklungszeit im Dezember 1981 öffentlich präsentiert wurde. Er hatte einen knapp 2,0 Liter großen Sechszylindermotor, der zur Leistungssteigerung mit zwei Turboladern ausgestattet war. Auf Exportmärkten bot Maserati allerdings ab 1983 eine auf 2,5 Liter Hubraum vergrößerte Version an. Im gleichen Jahr erschien mit dem Biturbo 425 die erste viertürige Version des Modells. Sie wurde zunächst nur mit dem 2,5-Liter-Motor verkauft, der ab 1986 mit einer Benzineinspritzung anstelle des bisherigen Registervergasers ausgestattet war und daraufhin Biturbo 425 i hieß. Parallel dazu gab es seit 1985 eine als Biturbo 420 bezeichnete Version für den italienischen Markt.

## Positionierung im Programm der Marke
1987 ersetzte Maserati den Biturbo 425 i durch den 430, der seinem Vorgänger äußerlich vollständig entsprach, nun aber mit dem leistungsstärkeren Motor des Coupés 228 i ausgestattet war (Tipo AM 473). Anders als die neue Modellbezeichnung vermuten lässt, betrug der Hubraum des Motors nicht 3,0 Liter, sondern lediglich 2,8 Liter. Dieser Motor erschien auch in den zweitürigen Coupés 222 E, 222 SE und 222 SR sowie im Spyder, die zusammen mit dem 430 Maseratis Exportprogramm darstellten. Während Maserati für den italienischen Markt bereits ab 1989 sowohl für die Coupés (2.24 v und Racing) als auch für die Limousinen (4.24 v) alternativ 2,0-Liter-Motoren mit vier Ventilen pro Zylinder bereithielt, waren die größeren Motoren der Exportmodelle bis zum Herbst 1991 ausschließlich mit drei Ventilen pro Zylinder lieferbar. Erst im Dezember 1991 führte Maserati auch Vierventilversionen des 2,8-Liter-Motors ein. Die mit diesem Tipo AM 477 genannten Motor ausgestatteten Coupés hießen 222 4v; der 430 4v war die entsprechend motorisierte Limousine, die 1992 für einige Monate parallel zum regulären 430 angeboten wurde. Im Herbst stellte Maserati die Fertigung des 430 ein; der 430 4v war daraufhin die einzige viertürige Limousine in Maseratis Exportprogramm. Sie blieb bis 1994 im Angebot. Ihr Nachfolger war der Quattroporte IV, dessen Technik noch immer von der Biturbo-Plattform abgeleitet war, der stilistisch aber eigenständig war.
Der Maserati 430 4v gilt als das ausgereifteste Modell der Biturbo-Familie.

## Modellbeschreibung

### Plattform
Der Maserati 430 4v nutzte wie schon der reguläre 430 und dessen Vorgänger die Plattform des 1981 vorgestellten Biturbo Coupé, deren Radstand um 85 mm auf 2600 mm verlängert worden war. 

### Karosserie
Die Karosserie des Maserati 430 4v entsprach der des 430 in seiner als „New Look“ bezeichneten, 1991 vorgestellten Form. Dem Grunde nach war es noch immer der 1983 von Pierangelo Andreani entworfene Stufenheckaufbau, der sich konzeptionell an der Form des Biturbo-Coupés von 1981 orientierte. Formal und im Hinblick auf die Dimensionen ähnelte der 430 der viertürigen Version des zeitgenössischen 3er-BMW. Der 430 4v trug von Beginn an eine an den Shamal erinnernde Frontpartie, die zur gleichen Zeit auch beim regulären 430 eingeführt wurde und dort die Zusatzbezeichnung „New Look“ rechtfertigte. Besondere Merkmale waren eine Kombination aus eckigen und runden vorderen Leuchteinheiten, ein in Wagenfarbe lackierter Kühlergrill sowie ein Windabweiser über den vorderen Scheibenwischern. 

### Motor und Antrieb
Die werksintern Tipo 477 genannte Vierventil-Variante des 2,8-Liter-Motors unterschied sich vom herkömmlichen Motor des 430 durch einen vollständig neu konstruierten Zylinderkopf. Jede Zylinderreihe hatte jetzt zwei obenliegende Nockenwellen. Die Nockenwellen auf der Auslassseite trieben über Steuerketten die Nockenwellen auf der Einlassseite an. Der Motor war mit 7,6 : 1 geringfügig höher verdichtet als der Dreiventiler im 222 E (7,4 : 1). Die Motorleistung erhöhte sich von 225 PS (165 kW) beim regulären Maserati 430 auf nunmehr 279 PS (205 kW), die bei 5500 Umdrehungen pro Minute anfielen. Damit hatten der 430 4v (und sein zweitüriges Schwestermodell 222 4v) abgesehen vom Racing, der nochmals 5 PS stärker war, den leistungsstärksten Sechszylindermotor aller Biturbo-Modelle. Die Höchstgeschwindigkeit lag damit bei mehr als 255 km/h. Die Kraftübertragung übernahm ein handgeschaltetes Fünfganggetriebe von Getrag. Der 430 4v war ausschließlich mit Abgaskatalysator erhältlich.

### Fahrwerk
Der 430 4v hatte Stoßdämpfer von Koni, die vom Innenraum aus verstellbar waren. der Fahrer konnte zwischen vier vorgegebenen Einstellungen wählen. Anders als beim Coupé 222 4v, das hinten breitere Reifen verwendete als vorne, waren die Reifen beim 430 4v vorn und hinten gleich groß; sie hatten die Dimension 205/50 ZR 16.

### Innenraum
Der Innenraum wurde als luxuriös wahrgenommen. Serienmäßig waren die Sitze mit Leder bezogen, der Lenkradkranz, der Schaltknüppel und die Dekoreinlagen im Armaturenbrett und den Seitenteilen bestanden aus Echtholz.

## Produktion
In drei Jahren entstanden lediglich 291 Maserati 430 4v. Er gehört damit zu den seltensten Mitgliedern der Biturbo-Familie.